# البعض يفضلونها ساخنة
البعض يفضلونها ساخنة هو فيلم كوميدي تم إنتاجه في الولايات المتحدة وصدر في سنة 1959. الفيلم من إخراج بيلي وايلدر من بطولة مارلين مونرو وتوني كرتيس وجاك ليمون.

## القصة
تقع الأحداث في مدينة نيويورك عام 1929 ، حيث أنتشرت بشكل كبير في ذلك الوقت ( الثلاثينيات و الأربعينيات) حرب العصابات والصراعات، وتدور قصة الفيلم حول إثنين من العازفين الموسيقين العاطلين الذين يضطروا إلى التخفي بزي إمرأتين بعد مطاردة إحدى العصابات لهما بعد مشاهدهما بارتكاب جريمة قتل، يفر الصديقان إلى فلوريدا وينضمان إلى فرقة نسائية دون أن يعلم أحد بهويتهما الحقيقة، ويسافرا معهما بالقطار، وتبدأ الأحداث تأخذ منعطفا كوميديا، و حين وصولهما إلى ميامي يقع أحد الشابين في حب فتاة من أعضاء الفرقة النسائية ( مارلين مونرو ) ،ويفعل المستحيل حتى يعبر لها عن مدى حبه وعشقه لها، إلى أن الأمور تزداد تعقيدا عندمايحضر أفراد العصابة إلى الفندق الذي يقيمان فيه، لتبدأ مطاردة طريفة ومثيرة بينهما وبين العازفين

### الجوائز
| السنة | الجائزة                                                | الفائز       |
| ----- | ------------------------------------------------------ | ------------ |
| 1960  | جائزة جولدن جلوب لأفضل ممثلة في فيلم كوميدي أو موسيقي  | مارلين مونرو |
| 1960  | جائزة الأكاديمية البريطانية للأفلام لأفضل ممثل أجنبي   | جاك ليمون    |
| 1960  | جائزة الجولدن جلوب لأفضل ممثل في فيلم موسيقي أو كوميدي | جاك ليمون    |

## الميزانية والإيرادات
بلغت تكلفة إنتاج الفيلم حوالي 2.9 مليون دولار بينما حقق إيرادات تقدر بـ 40 مليون دولار.

## وصلات خارجية
- البعض يفضلونها ساخنة على موقع IMDb (الإنجليزية)
- البعض يفضلونها ساخنة على موقع ميتاكريتيك (الإنجليزية)
- البعض يفضلونها ساخنة على موقع الموسوعة البريطانية (الإنجليزية)
- البعض يفضلونها ساخنة على موقع روتن توميتوز (الإنجليزية)
- البعض يفضلونها ساخنة على موقع نتفليكس (الإنجليزية)
- البعض يفضلونها ساخنة على موقع قاعدة بيانات الأفلام العربية
- البعض يفضلونها ساخنة على موقع ألو سيني (الفرنسية)
- البعض يفضلونها ساخنة على موقع Turner Classic Movies (الإنجليزية)
- البعض يفضلونها ساخنة على موقع أول موفي (الإنجليزية)
- البعض يفضلونها ساخنة على موقع بوكس أوفيس موجو (الإنجليزية)